# Bartan Baator
Bartan Baator Khan, figlio di Kabul Khan (1116 circa – 1161), è stato un sovrano e condottiero mongolo, diretto progenitore di Gengis Khan.

## Vita
Di lui poco è noto. Per diritto di discendenza era a capo del clan Borjigin della tribù dei Kiyad, mongoli praticanti il cristianesimo nestoriano. Fu eletto khan del suo clan succedendo al padre. Sua moglie fu Aicigel Ujin e fu sposato anche con Maral Kayak.

## Discendenze
Ebbe almeno 4 figli:
- Mongetu
- Nekun Taishi
- Yesugei, padre di Gengis Khan
- Daritai Ochijin